# وادي الحراش
وادي الحراش، هو الوادي الأكثر أهمية بالنسبة لولاية الجزائر، على طول 67 كيلومترا إلى الشرق من الجزائر العاصمة وبالتحديد ما بين بلدية حسين داي وبلدية المحمدية، وهو أطول واد عاصمي والأكثر تدفقا. ينبع من جبال الأطلس التلي في جوار بلدية العمارية بولاية المدية ليمر من بلدية حمام ملوان بولاية البليدة مرورا بمدن ولاية الجزائر ليصب مياهه في البحر الأبيض المتوسط.

## أصل التسمية
أصل كلمة الحراش (بالإنجليزية: El Harrach)‏ جاءت من كلمة الأحراش (بالإنجليزية: El Ahrache)‏ (ومفردها حرش) التي هي أماكن تنمو فيها شجيرات متوسطة الطول متباعدة نسبياً (أقل ارتفاعاً وكثافة من الغابة).
وتتواجد الأحراش في المناطق شبه الرطبة وشبه الجافة، أين تتكون بفعل عوامل مناخية ناتجة عن متوسط معين من التساقط المطري أو عن تدخل الإنسان الذي يدمر الغابة من خلال أنشطته المتنوعة محولاً غطاءها النباتي إلى أحراش لا نفع فيها لأحد ولا رغبة اقتصادية فيها.
ولقد أعطي اسم وادي الحراش لمدينة الحراش بعدما كانت تسمى سابقا البيت المربع (بالإنجليزية: Maison Carrée)‏ أثناء الاحتلال الفرنسي للجزائر قبل الاستقلال الوطني في سنة 1962م.

## الجغرافيا
يبلغ طول وادي الحراش مقدار 67 كم ومع تغير في طوله بسبب عدم نظامية جريانه وكمية التدفق كل سنة وهذا مايسمى بالتذبذب.
وهو واد يتخلل سهل متيجة ليصب في خليج الجزائر داخل البحر الأبيض المتوسط.
- ولاية المدية: ينبع وادي الحراش من مرتفعات 3 بلديات لمدانية هي:
  - بلدية الحمدانية
  - بلدية العمارية
  - بلدية بعطة
- ولاية البليدة: يمر وادي الحراش في إقليم 7 بلديات بليدية هي:
  - بلدية حمام ملوان
  - بلدية بوقرة
  - بلدية أولاد السلامة
  - بلدية بوينان
  - بلدية الشبلي
  - بلدية صوحان
  - بلدية الأربعاء
- ولاية الجزائر: يمر وادي الحراش في إقليم 7 بلديات عاصمية، ليصب في البحر الأبيض المتوسط، هي:
  - بلدية سيدي موسى
  - بلدية براقي
  - بلدية جسر قسنطينة
  - بلدية الحراش
  - بلدية باش جراح
  - بلدية المحمدية
  - بلدية حسين داي

## الروافد الأساسية
طول أشطار وادي الحراش
ينبع وادي الحراش من جبال الأطلس البليدي في الأطلس التلي ويصب في البحر الأبيض المتوسط في ولاية الجزائر ما بين بلديتي حسين داي والمحمدية.
وهو نتيجة التقاء عدة وديان هي:
- وادي لقرع في بعطة بمرتفعات ولاية المدية.
- وادي بومعان في العمارية بمرتفعات ولاية المدية.
- وادي مقطع في الحمدانية بمرتفعات ولاية المدية.
- وادي العنصر في صوحان بمرتفعات ولاية البليدة.
- وادي جمعة في الأربعاء في ولاية البليدة.
- وادي طيرو في بئر توتة جنوب سهل ولاية الجزائر.
- وادي الكرمة في براقي جنوب سهل ولاية الجزائر.
- وادي بدور في باش جراح جنوب سهل مدينة الجزائر.
- وادي السمار في المدخل الشرقي لمدينة الجزائر.

## الموقع

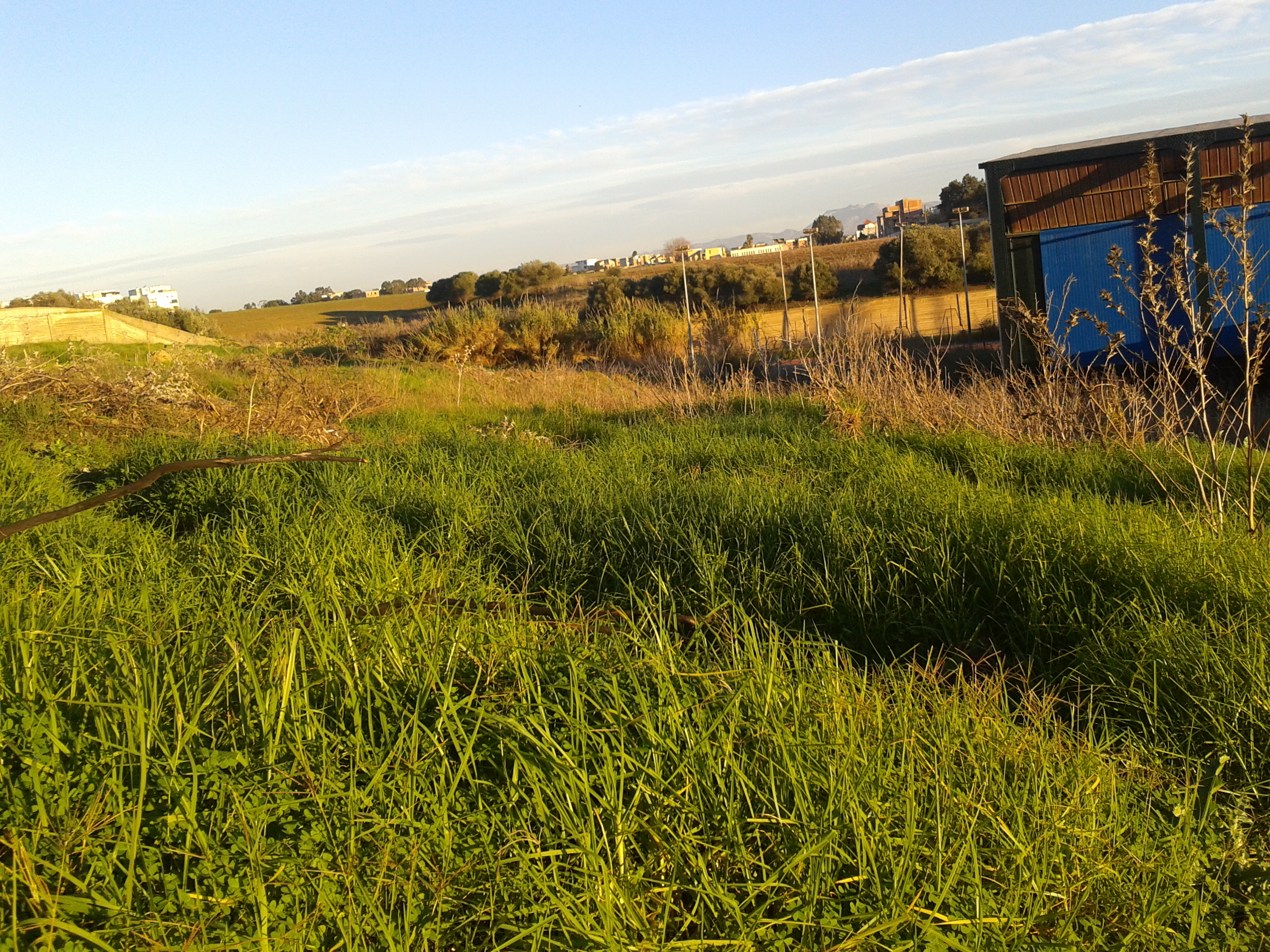
ضفة وادي الحراش في ولاية الجزائر

يصب وادي الحراش في البحر الأبيض المتوسط على مستوى الطريق السريع بالخروبة، على طول الشريط الساحلي الممتد من جامع الجزائر إلى غاية محطة تحلية المياه بالحامة.
وهذا الموقع الرائع في الشريط الساحلي والواجهة البحرية، في إطار مشروع تهيئة خليج الجزائر، يجعل منه موقعا استراتيجيا مقابلا للطريق السريع على مستوى بلديتي حسين داي والمحمدية.
يقع موقع مصب وادي الحراش على بعد 10 كلم إلى الشرق من مدينة الجزائر العاصمة، ويقع شاطئ الصابلات على ضفته الغربية.
ويقع هذا المصب المتوسطي في بلدية حسين داي بـمتيجة ومنطقة القبائل.
ويصل وادي الحراش إلى البحر الأبيض المتوسط بعد مروره عبر ثلاث مراحل:
1. المرحلة: من العمارية إلى حمام ملوان على مسافة 22,8 كلم.
2. المرحلة: من حمام ملوان إلى براقي على مسافة 26 كلم.
3. المرحلة: من براقي إلى حسين داي على مسافة 18,2 كلم.

## المستجمع المائي

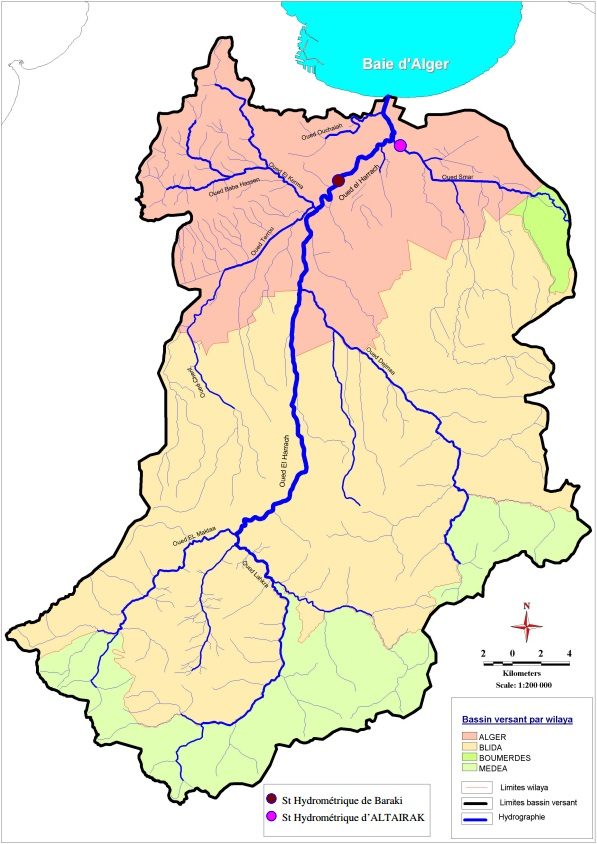
المستجمع المائي لـوادي الحراش

وتبلغ مساحة المستجمع المائي لـوادي الحراش حوالي 1,200 كم2 يعيش من حوله حوالي 3 ملايين ساكن.
وهذا المستجمع المائي ينقسم إلى ثلاثة أقسام:
- الحوض الجبلي اللـمـداني: مساحته 600 كم2.[20]
- حوض مـتـيـجة الـبـليدية: مساحته 500 كم2.[21]
- حوض الساحل العاصمي: مساحته 100 كم2.[22]

## المصب
المستجمع المائي لـوادي الحراش
يُعْتَبَرُ مَصَبُّ وادي الحراش مسطحا مائيا ساحليا يأخذ شكل خليج شبه مغلق، يصب فيه وادي الحراش، ويتصل بالبحر الأبيض المتوسط من الجهة الأخرى، فتمتزج فيه المياه المالحة بالمياه العذبة.
وبما أن الفيضانات المتكررة خلال قرون الماضية قد أدت إلى تراكم الطمي حول ضفتي هذا المصب، فإن أرضية مخرجه نحو خليج الجزائر هي أرض طينية رخوة.
ويتميز هذا المصب بعرض معتبر لقاع مجرى الوادي كي يستقبل ارتفاع مستوى المياه الدوري والارتفاع الذي يحدث كل مائة عام لتميزهما بالسرعة والخطورة.
ويأتي الطمي المترسب في مصب وادي الحراش من التعرية التي تؤدي إلى انفصال الصخور والتربة عن سطح الأرض في ولايات المدية، البليدة والجزائر ليتم انتقالها إلى ساحل حسين داي.
وهذه التعرية التي تتمثل في التجوية، والتآكل، والنقل، قد امتدت على امتداد آلاف السنين بما سمح ببناء تربة جديدة من الصخور المفتتة على مستوى خليج الجزائر.
ومع ذلك، فهذه التعرية قد تسببت في سلب الأراضي الزراعية لسهل متيجة بعضا من طبقتها العليا الخصبة والمنتجة، كما أنها حملت موادا كيماوية ضارة إلى مصب وادي الحراش، كما أنها تؤدي إلى سد روافد المجاري المائية الفرعية.
وتقع منطقة الطمي على عمق 30 مترا في قاع مجرى الوادي الذي يستقبل هذه الجزيئات الصخرية الدقيقة من الحتَّ الطيني في المرتفعات والمستنقعات.

## التدفق

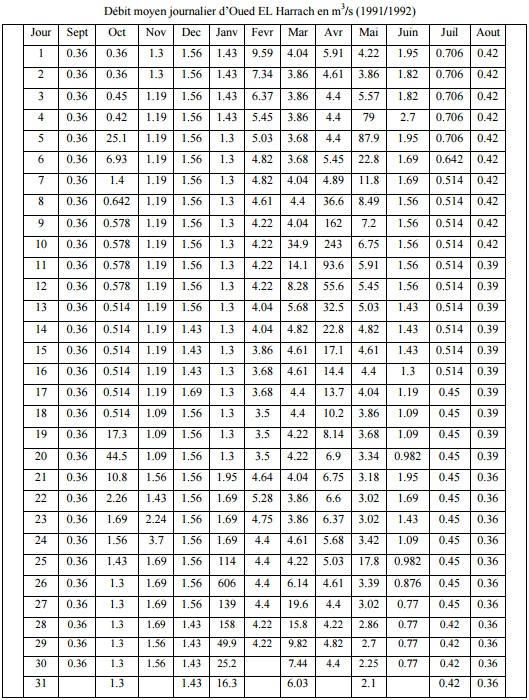
التدفق اليومي لـوادي الحراش

لا يتجاوز التدفق اليومي لقاع مجرى وادي الحراش قيمة 2.500 (م3\ثا) خاصة في شهر أبريل من كل سنة، وذلك لأيام قليلة فقط · .
ويُعتبر هذا التدفق البيئي غير كاف للمحافظة على تنوع حيوي في هذا الشريان المائي المهم · .
| \| اليوم 15 من كل شهر \| التدفق اليومي (م3\ثا) \| \| ------------------ \| --------------------- \| \| 15 يناير \| 130 \| \| 15 فبراير \| 386 \| \| 15 مارس \| 461 \| \| 15 أبريل \| 1710 \| \| 15 ماي \| 461 \| \| 15 جوان \| 143 \| \| 15 يوليو \| 51.4 \| \| 15 أغسطس \| 39 \| \| 15 سبتمبر \| 36 \| \| 15 أكتوبر \| 51.4 \| \| 15 نوفمبر \| 119 \| \| 15 ديسمبر \| 143 \| | التدفق المائي المتوسط اليومي لـوادي الحراش في اليوم 15 من كل شهر (م3 في الثانية) 500 1٬000 1٬500 2٬000 جانفي فيفري مارس أفريل ماي جوان جويلية أوت سبتمبر أكتوبر نوفمبر ديسمبر |
| اليوم 15 من كل شهر | التدفق اليومي (م3\ثا) |
| --- | --- |
| 15 يناير | 130 |
| 15 فبراير | 386 |
| 15 مارس | 461 |
| 15 أبريل | 1710 |
| 15 ماي | 461 |
| 15 جوان | 143 |
| 15 يوليو | 51.4 |
| 15 أغسطس | 39 |
| 15 سبتمبر | 36 |
| 15 أكتوبر | 51.4 |
| 15 نوفمبر | 119 |
| 15 ديسمبر | 143 |

## التهيئة

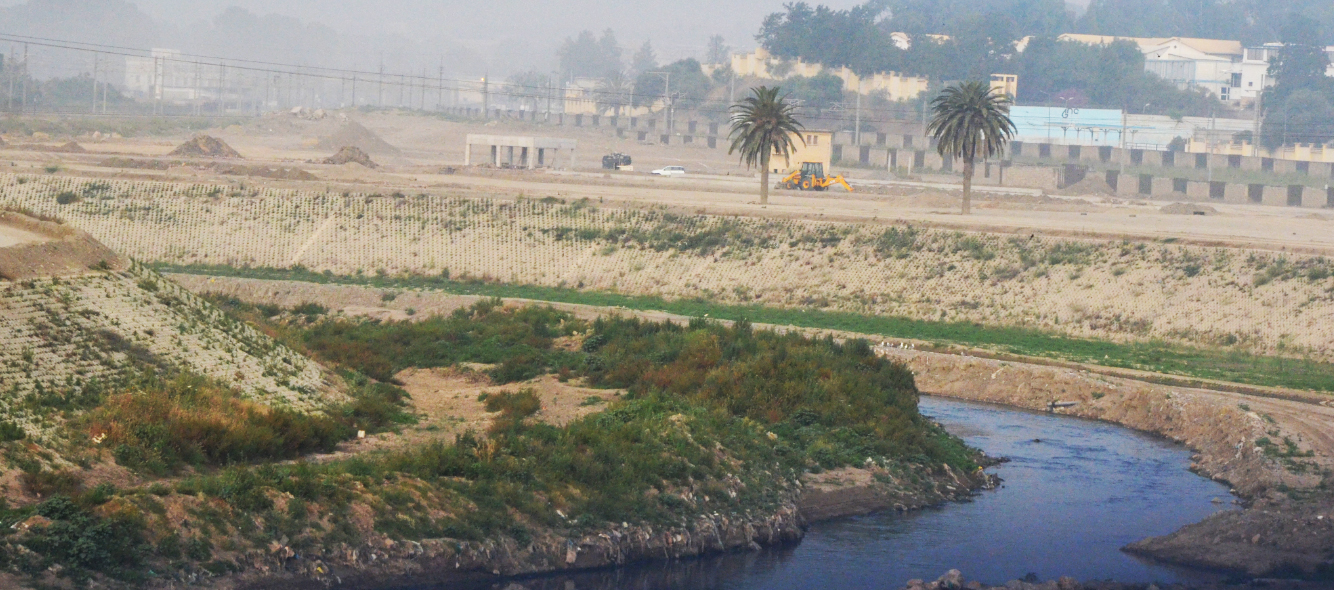
تهيئة وادي الحراش

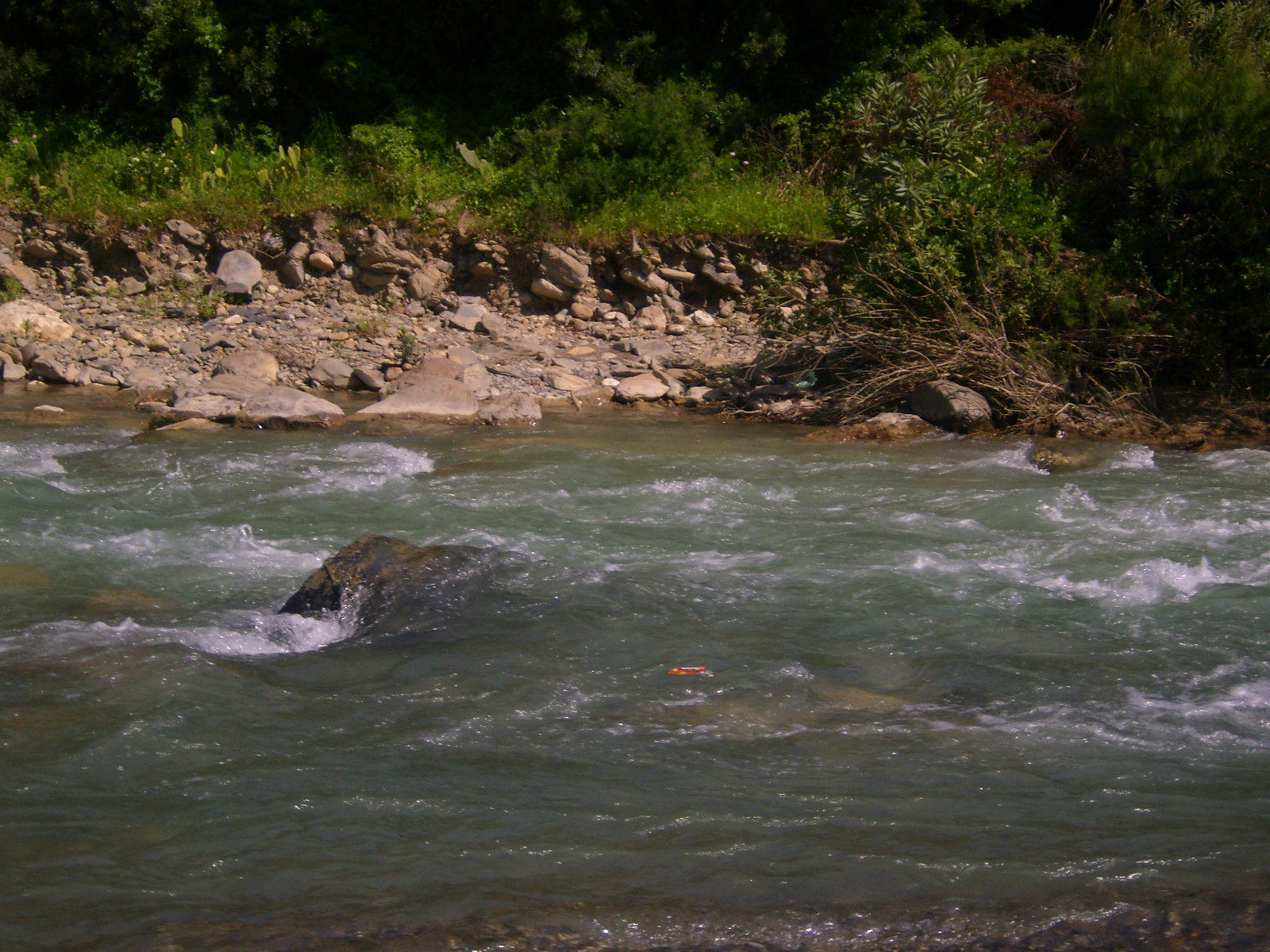
وادي الحراش في حمام ملوان بولاية البليدة

يندرج مشروع تطهير وادي الحراش وتهيئة ضفتيه، الذي انطلق في سنة 2012م، ضمن مخطط وإستراتيجية تهيئة الجزائر العاصمة الممتدة إلى غاية سنة 2029م.
وتسمح الفضاءات الترفيهية الموجودة على امتداد الوادي، بطول كلي قدره 18,2 كلم، بإنقاص الضغط الموجود على أماكن الترفيه العاصمية الأخرى خاصة منها الشواطئ.
ويتألف مخطط تهيئة وادي الحراش' من الشطر الموجود على مستوى بن طلحة ببلدية براقي، بطول 6 كلم، الذي هو بمثابة «قطب ترفيهي» لقاطني البلديات المجاورة حيث تمت تهيئة مساحات كبيرة منه بالعشب الطبيعي على ضفتي الوادي، التي تثبيت صخور كبيرة عليها، ليتم تزويدها بالعديد من مرافق التسلية التي يحتاج إليها المواطن.
وقد تم ترحيل العائلات القاطنة في مجرى الوادي من أجل توسعته عبر العديد من المحاور، ليتكفل بإنجاز التهيئة مجمع أشغال عمومية يضم شركة كوسيدار العمومية الجزائرية وشركة دايو من كوريا الجنوبية · .
يسمح مشروع تهيئة وادي الحراش بإعطاء صورة جديدة للمنطقة الشرقية للجزائر العاصمة وللبلديات المجاورة للوادي الذي يبلغ طوله 67 كلم، منها 182 كلم في ولاية الجزائر في حين أن باقي مجراه واقع في ولايتي المدية والبليدة.
ويتمثل تأهيل وادي الحراش في تحسين نوعية مياهه وإنجاز ثلاثة حدائق وأنظمة لمراقبة نوعية الماء وأنظمة إنذار خاصة بالفيضان وإنجاز جسور ومحطات ضخ بسعة 90 000 متر مكعب يوميا.
كما سيتم غرس أشجار وأرضية بالعشب وإنجاز ست مساحات لعب عائلي وتهيئة مسارات للدراجات وأخرى للعدو وخمسة عشر أرضية لمختلف الرياضات ومسبحين في الهواء الطلق، إلى جانب إنجاز حوالي 20 جسرا على طول الوادي لربط ضفتيه، كما سيتم غرس 65 000 شجرة وتوفير الإنارة العمومية به.
وتضمنت دراسة التهيئة إعادة بعث نشاط قوارب الصيد لمختلف أنواع الأسماك التي ستعود إلى الوادي بعد القضاء نهائيا على مشكل التلوث الذي تعرض له طيلة سنوات بسبب تحوله إلى مصب لمختلف النفايات المنزلية والصناعية.

## التنوع البيئي

### الأسماك

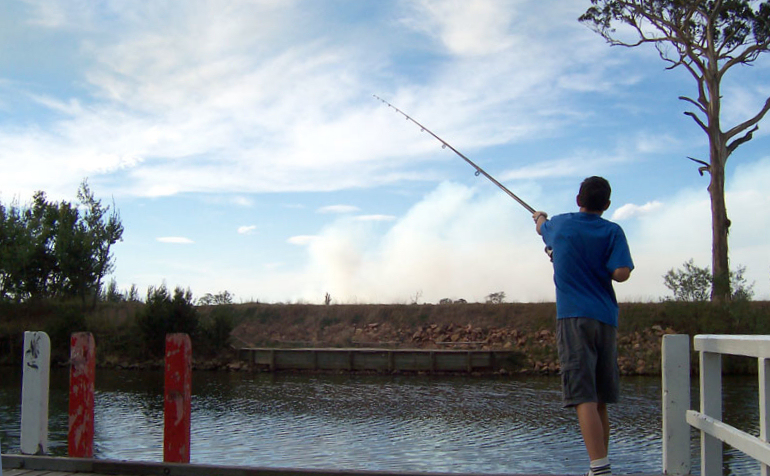
صيد أسماك الوديان

كان وادي الحراش قبل القرن العشرين الميلادي يحتوي على ثروة سمكية كبيرة في مياهه العذبة.
ورغم أن المياه العذبة في وادي الحراش هي بيئة ناقصة التوتر للكائنات المائية، إلا أن أسماك المياه العذبة تستطيع إفراز المياه الزائدة عن طريق الكلى.
وقد كانت بعض الأسماك المهاجرة تنتقل إلى المياه العذبة في وادي الحراش من المياه المالحة في البحر الأبيض المتوسط بسبب قدرتها على الانتقال بين الوسطين بكل سهولة.
وتخضع هذه الأسماك أثناء الهجرة لتغييرات تمكنها من التكيف مع البيئة المحيطة وهذه العملية تكون تحت سيطرة الهرمونات، فعلى سبيل المثال ثعبان الوادي (أنغيلا أنغيلا) يستخدم هرمون البرولاكتين.
وقد كان صيادو الأسماك يجدون ثعبان الوادي (أنغيلا أنغيلا)، والسمك الحماري (ليزا ساليانس)، والسمك البني (باربوس ساتيفيمانسيس)، وسمك الشبوط (سيبرينوس كاربيو) في وادي الحراش قبل تلوثه.

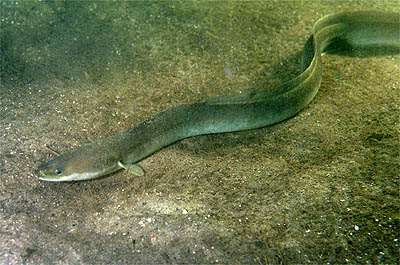
ثعبان الوادي
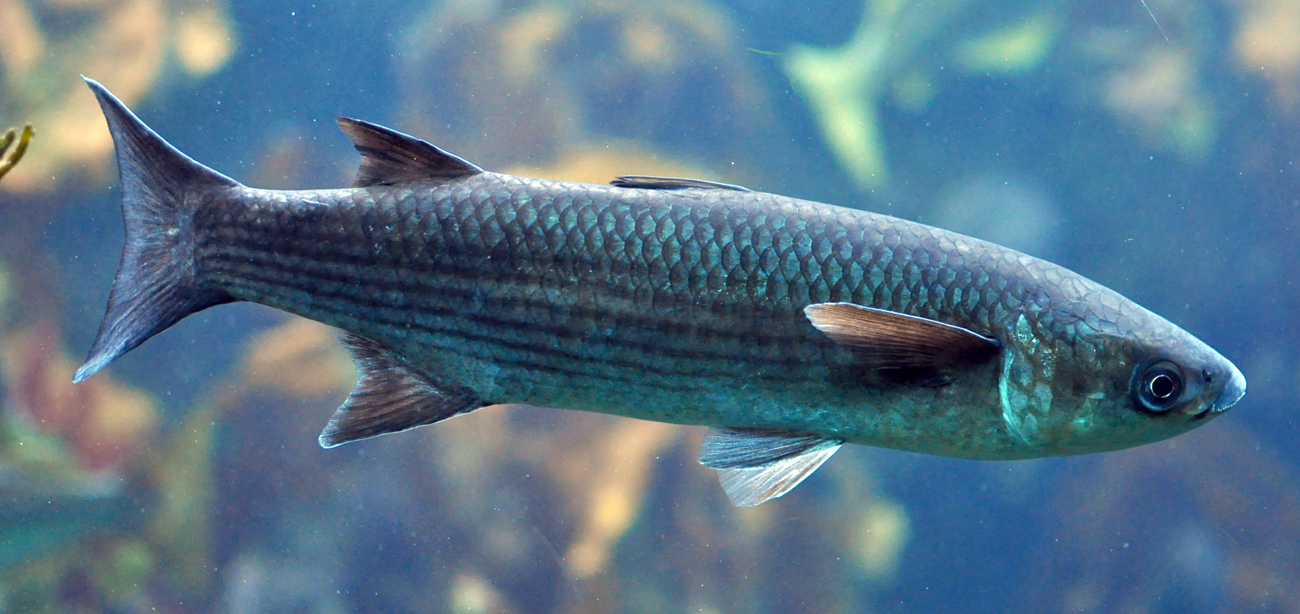
السمك الحماري
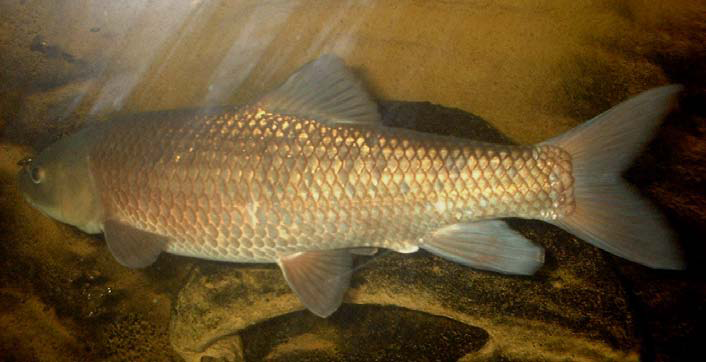
السمك البني
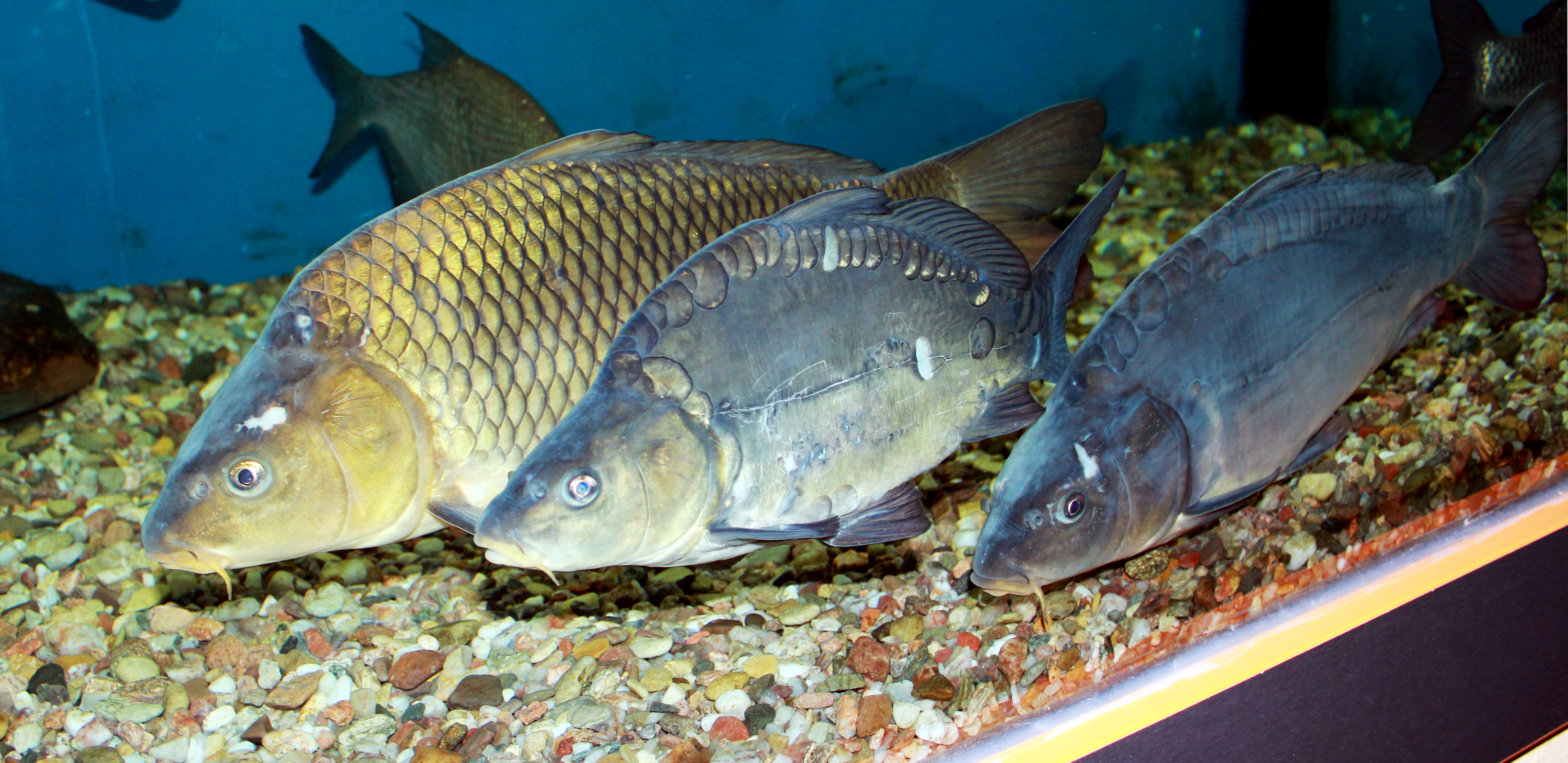
سمك الشبوط

### الرخويات

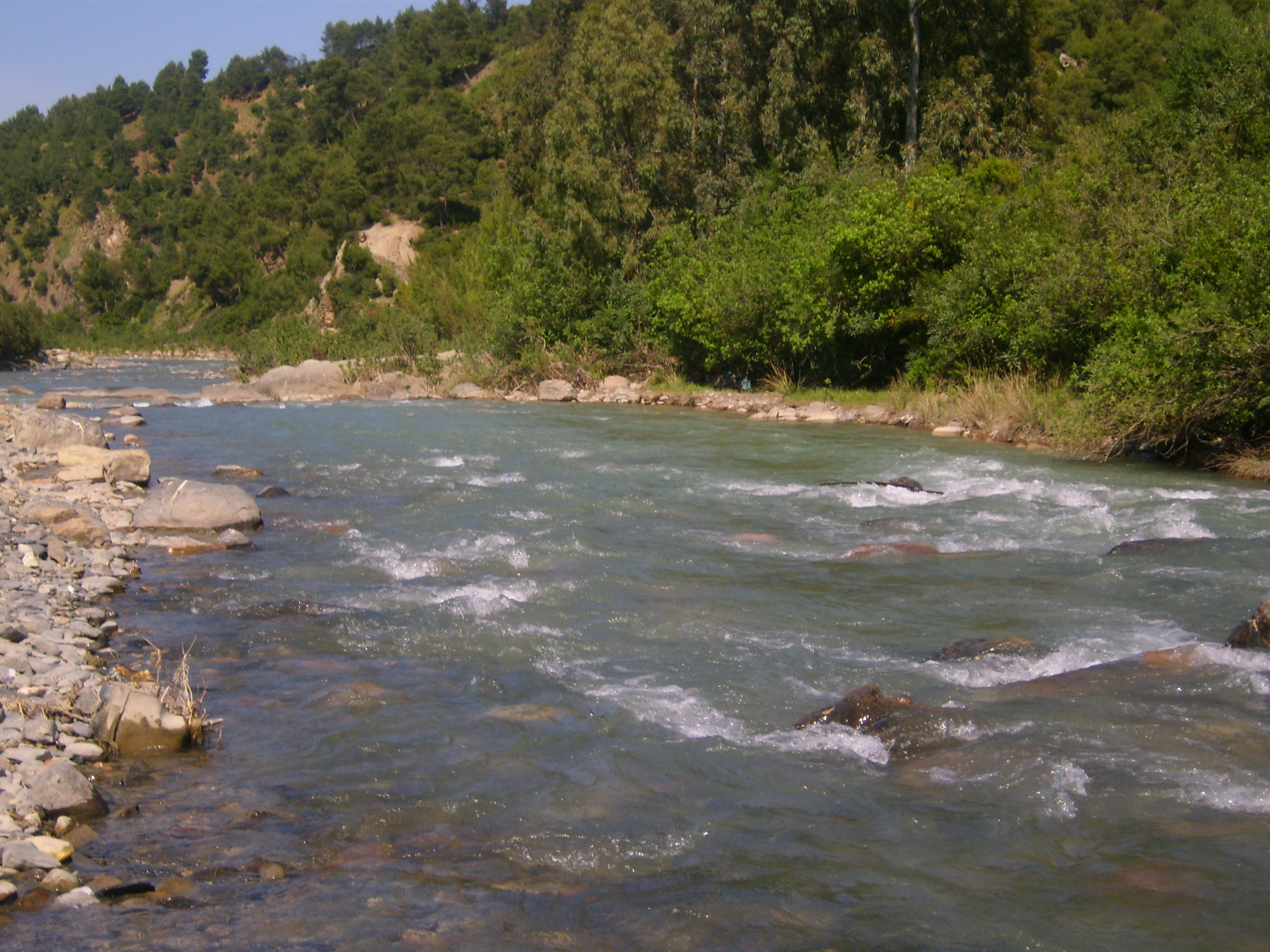
وادي الحراش في حمام ملوان بولاية البليدة

كان وادي الحراش قبل تلوثه يحتوي على العديد من الرخويات في مياهه العذبة.
وتنتشر فيه أنواع أربعة من الرخويات هي بلغرانديالا الوديان (بلغرانديالا نانا)، وهيدروبيا الوديان (هيدروبيا بروندالي)، وميركوريا الوديان (ميركوريا كونفوزا)، وصفاريوم الوديان (صفاريوم ماروكانوم) · .

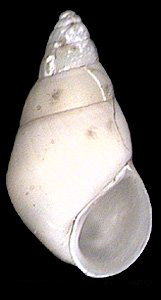
هيدروبيا الوديان
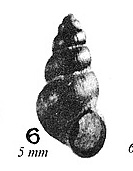
مركوريا الوديان
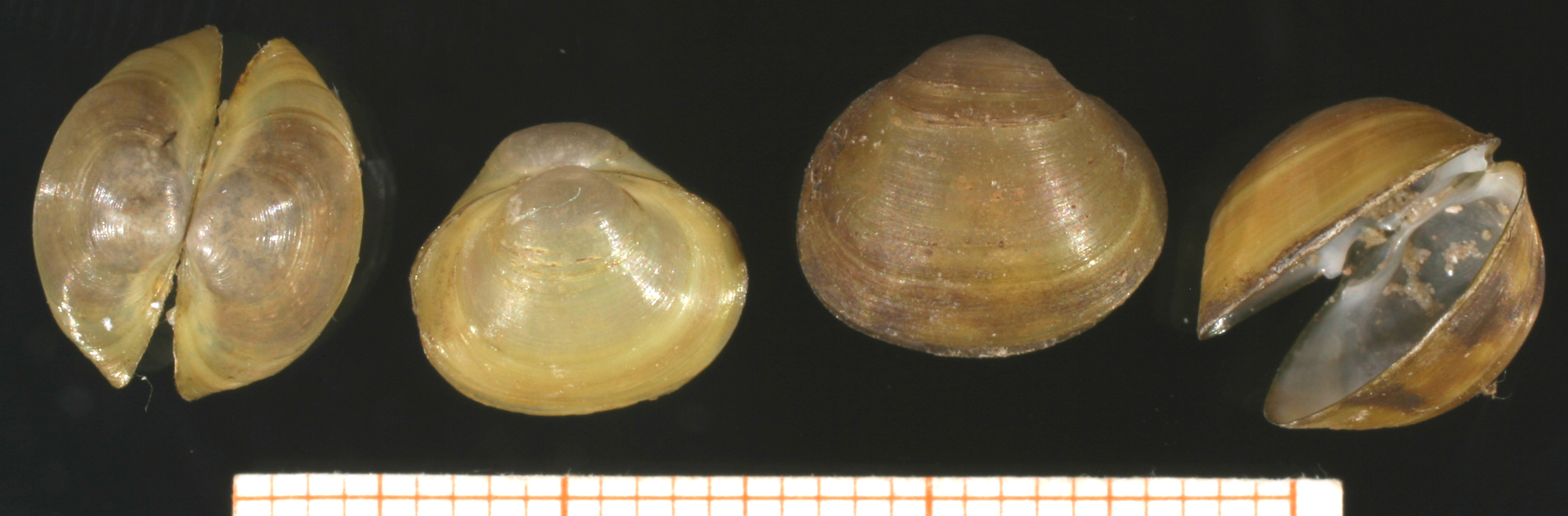
صفاريوم الوديان

### النباتات

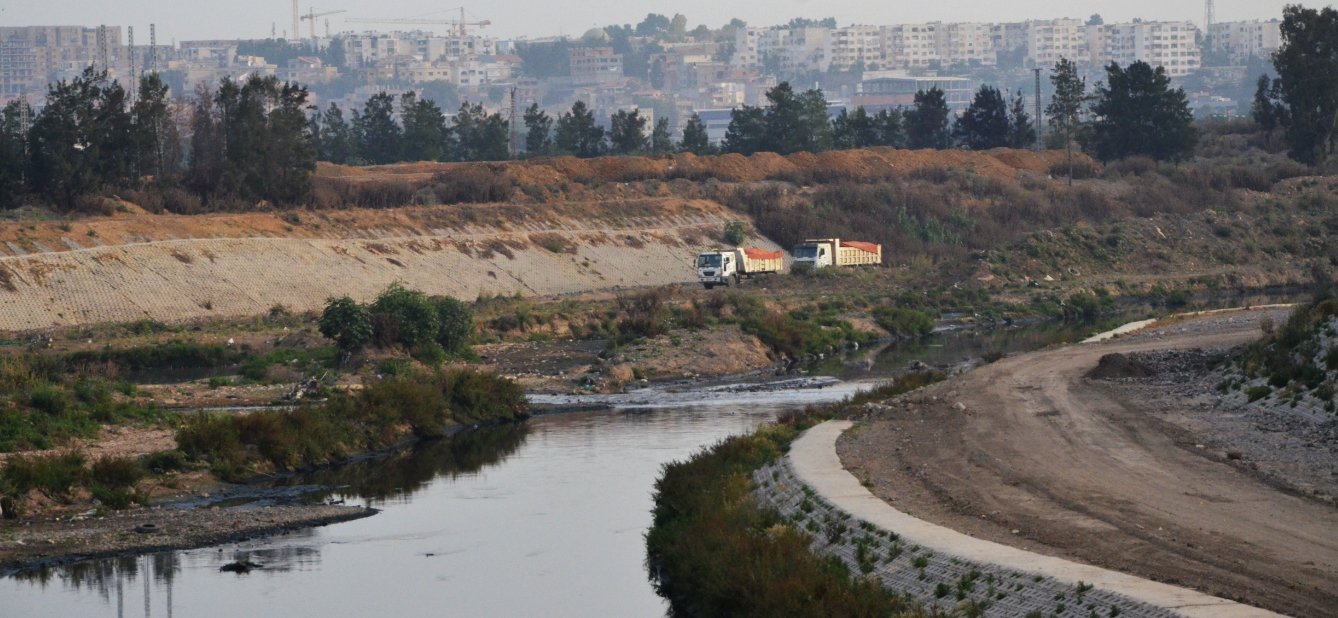
وادي الحراش

تنمو على ضفتي وادي الحراش العديد من النباتات الملائمة لمياهه العذبة.
ومن أهم هذه النباتات الْحُمَّاضُ الجزائري (روماكس ألجيريانسيس)، والرشاد الجزائري (لابيديوم فيولاسيوم).

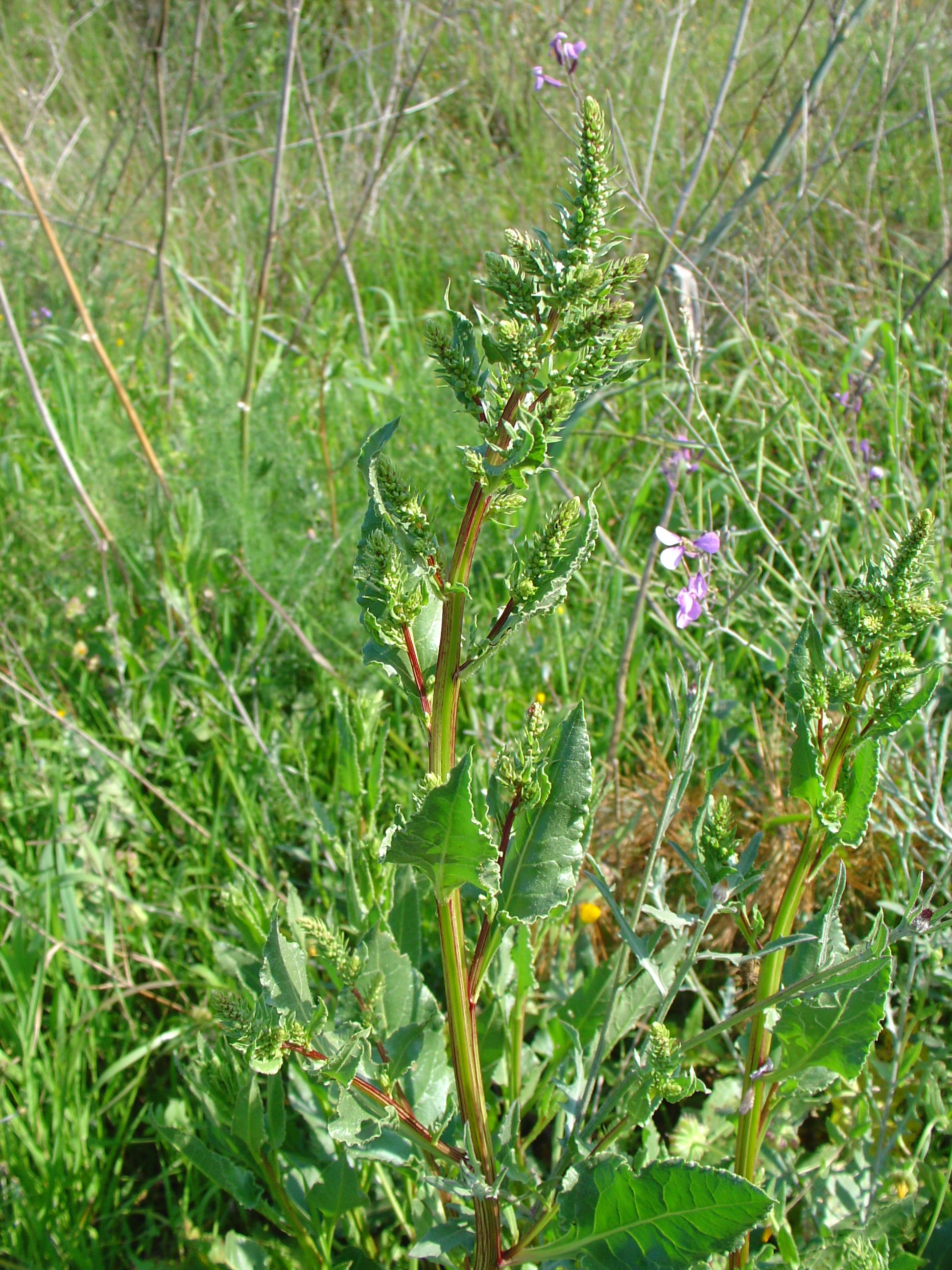
الْحُمَّاضُ الجزائري
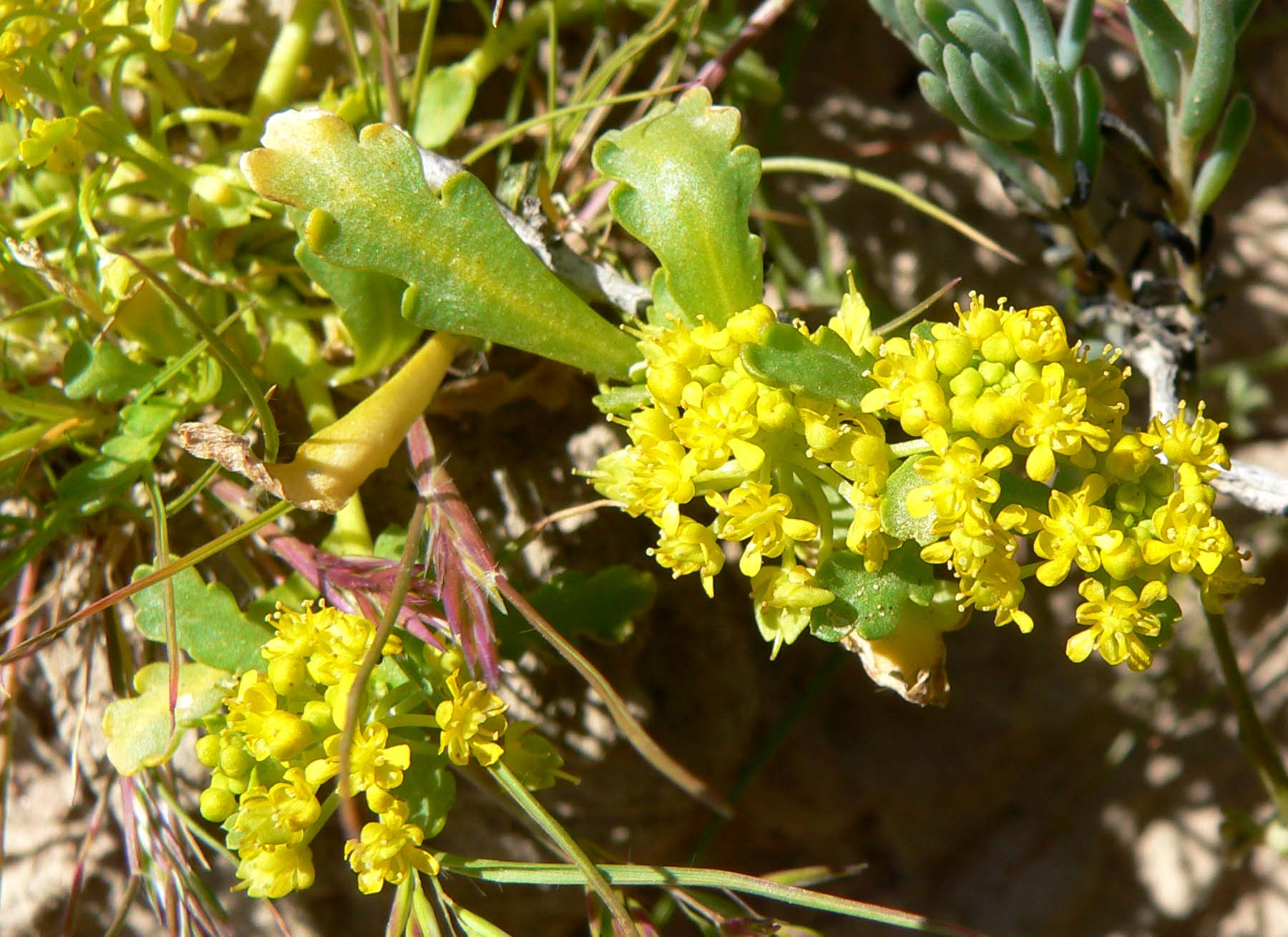
الرشاد الجزائري

## المناطق الصناعية

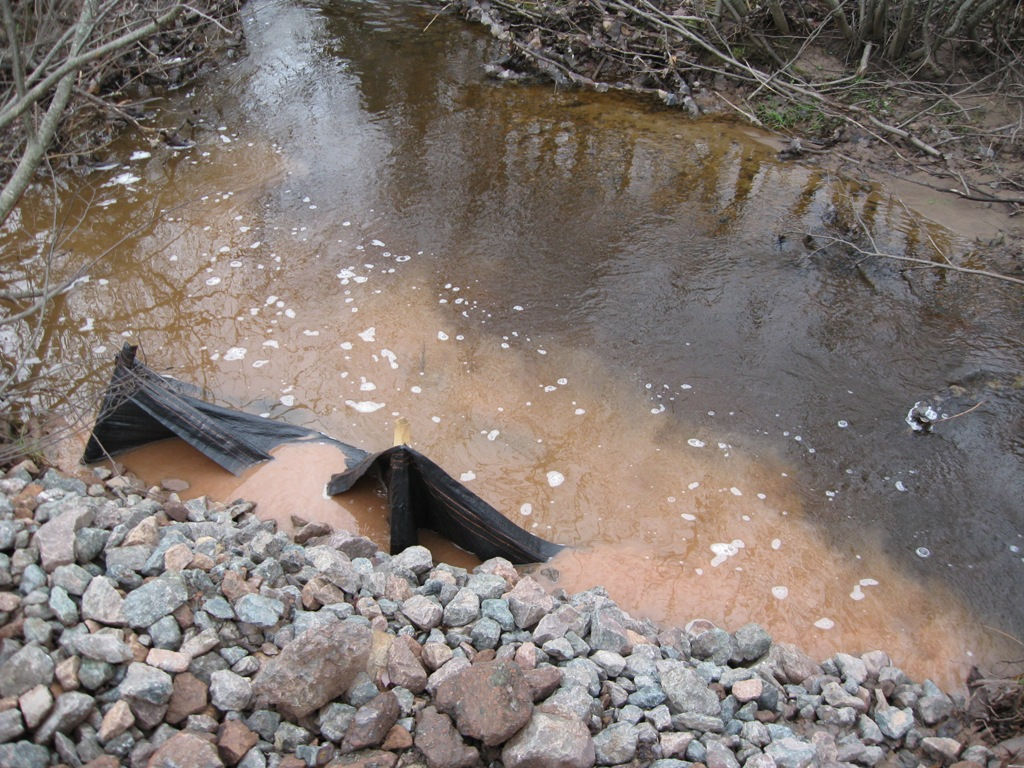
واد ملوث

تم إنشاء 4 مناطق صناعية أساسية على ضفتي وادي الحراش في شطر إقليم ولاية الجزائر، وهي:
- منطقة وادي السمار.
- منطقة الحراش.
- منطقة جسر قسنطينة.
- منطقة بابا علي.

وكل الوحدات الصناعية الموجودة في هذه المناطق الصناعية تتخلص من فضلاتها في وادي السمار ووادي بابا علي اللذين يصبان مياههما الملوثة مباشرة في وادي الحراش.

## التلوث

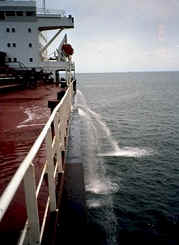
تلويث زيوت السفن لخليج الجزائر

لا يمكن الاستغلال الأمثل لمرافق شاطئ الصابلات دون مراقبة مشكل التلوث البحري المتوسطي الحاصل على مستواه لاسيما الناتج عن تدفق الزيوت المنبعثة من السفن أو المياه التي تصب من وادي الحراش، والتي هي من العراقيل التي يمكن أن تنعكس على مردودية هذا المنتزه ولا تسمح بالتالي بأن يكون الشاطئ المثالي في ولاية الجزائر.
وقد انطلقت منذ سنوات عملية التقليل ومكافحة التلوث الذي يعرفه وادي الحراش كمجال محمي في إطار التنمية المستدامة لولاية الجزائر.
ذلك أن مسؤولية تلوث هذا الوادي لا تقع على عاتق قطاع معين وإنما هي مسؤولية تاريخية حدثت منذ قرن من الزمن، وهو تلوث راجع للمصانع التي أنشئت في هذه المنطقة في أوائل القرن العشرين · .
فجاء مشروع تهيئة شاطئ الصابلات ليساهم في خفض نسبة التلوث وأخطار الفيضانات، خاصة على مناطق الحراش وجسر قسنطينة وبراقي وبابا علي، والتكفل بالقضاء على الروائح الكريهة التي كانت تنبعث من وادي الحراش بسبب فلاحي من استعمال المواد الكيميائية المتعلقة بالمبيدات الحشرية، وبسبب حضري من جراء تصريف المياه القذرة المنزلية، وبسبب صناعي ناجم عن تفريغ الوحدات الصناعية المجاورة للنفايات السامة.
وقد كانت نسبة تلوث مياه هذا الوادي، التي كانت في وقت مضى صالحة لصيد الأسماك والسباحة، تفوق بـ400 مرة المقاييس المعتمدة من قبل منظمة الصحة العالمية وتحتوي على نفايات خطيرة مثل الرصاص والكلور والزنك والكروم والزرنيخ وطبعا الزئبق الذي يعد العنصر الكيميائي الذي ينطوي على خطورة كبيرة والتي تتعدى نسبته 30 مرة المقاييس المعتمدة عالميا.
وتهيئة شاطئ الصابلات لا تنفك إذن عن تهيئة وادي الحراش الذي يبلغ طوله 67 كلم متخذا منبعه بالقرب من «حمام ملوان» قاطعا سهل متيجة الذي يشهد نشاطا فلاحيا كبيرا فضلا عن مختلف المناطق الصناعية سواء على مستوى الجزائر العاصمة أو البليدة.

## تطهير المياه

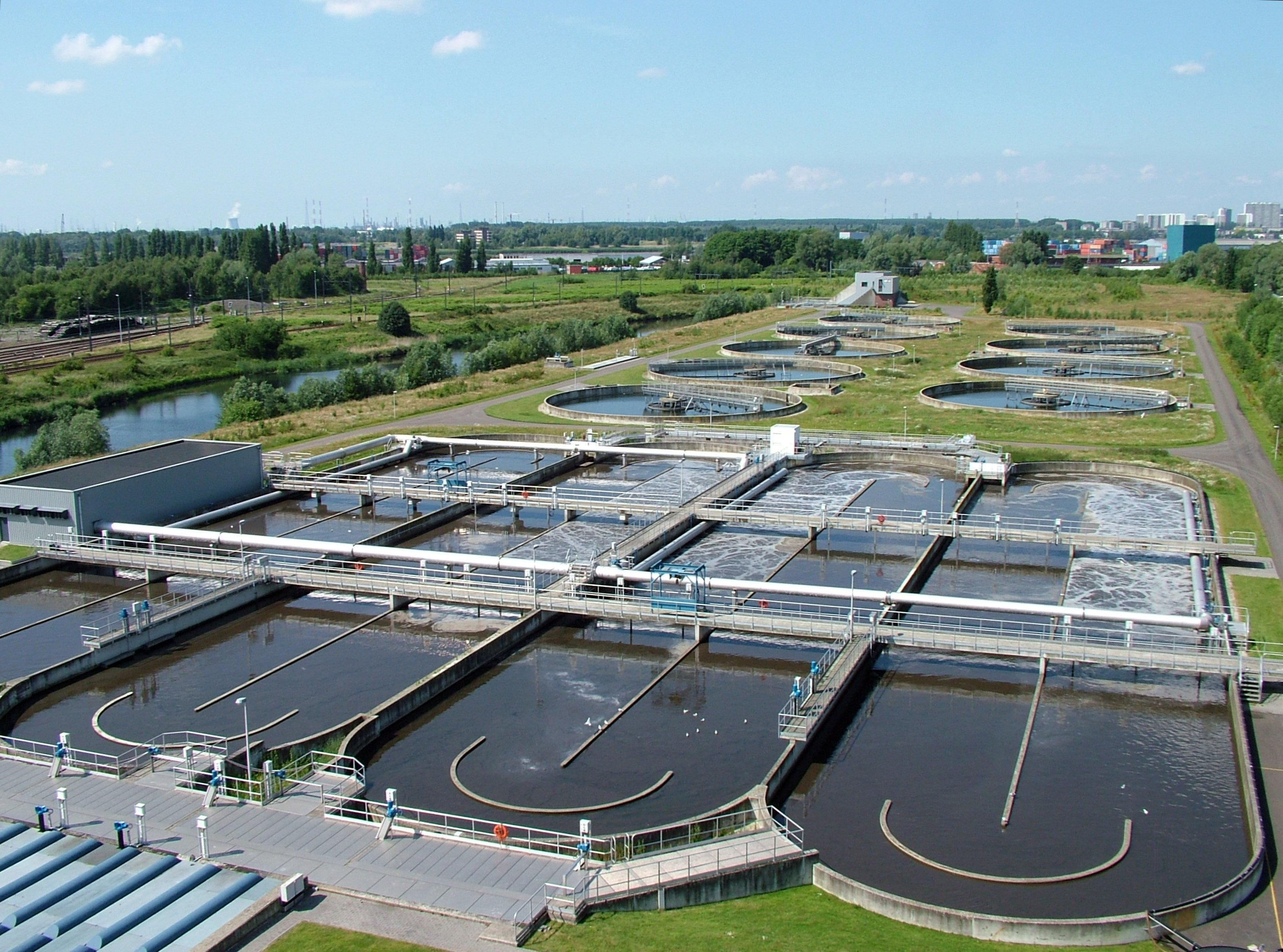
محطة تطهير المياه الملوثة

### محطة تطهير المياه المنزلية ببراقي
تقوم محطة تطهير المياه ببراقي بتصفية ما يعادل 900 ألف م3 أسبوعيًا من مياه وادي الحراش الملوثة وذات الرائحة الكريهة، أو 150 ألف م3 يوميا.
وتتم بذلك تصفية جزء كبير من مياه الصرف المنزلي التي كانت تذهب مباشرة إلى وادي الحراش فيما مضى.
وسيتم بذلك ضخ المياه الصافية التي تتسرب عن محطة براقي نحو البحر باتجاه وادي الحراش.

### محطات تطهير المياه الصناعية
سيتم إنجاز محطات تطهير المياه الصناعية التي تلوث مياه وادي الحراش بعد اكتمال مشروع التهيئة نهائيا.
ويُضخ في انتظار ذلك مادة هلامية بيئية تحت صخور ضفتي الوادي من أجل إنقاص انبعاث الروائح الكريهة منه.
وسيتم إنجاز محطتين لمعالجة المياه الملوثة الصناعية على مستوى مناطق وادي السمار وبابا علي.

## الملاحة النهرية

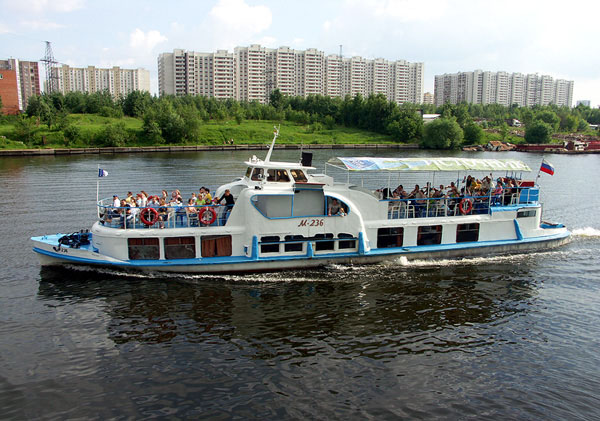
قارب نهري

بمجرد تسوية إشكاليتي الفيضانات والتلوث نهائيا في وادي الحراش ستصبح الملاحة للزوارق الصغيرة مسموحة وستصبح هذه المنطقة التي لطالما ارتبط اسمها بالروائح الكريهة والنفايات أول قطب سياحي بالعاصمة.
وسيتم على ضفاف الوادي وضع زوارق صغيرة تنقل الزوار في جولة سياحية على طول مجرى الماء وصولا إلى شاطئ الصابلات.
وسيتم الترخيص لاستغلال الزوارق البحرية في النقل المائي بدء من صيف 2017م بعد تنظيفه نهائيا من الرواسب.

## تمديد التهيئة إلى حمام ملوان
سيتم تمديد أشغال تهيئة وتطهير وادي الحراش لبلوغ وادي حمام ملوان بولاية البليدة لضمان عدم تلوث مياه الوادي مستقبلا.
وتم الانتهاء في 2016م من كل الدراسات التقنية للشروع الفعلي في تنفيذ الأشغال ليتم تسلم المشروع بشكل نهائي بعد سنة 2018م.

## جامع الجزائر
تم اختيار الضفة الشرقية من وادي الحراش من أجل إنجاز جامع الجزائر ليطل على خليج الجزائر في موقع خلاب وجميل.
وجامع الجزائر هو أكبر المساجد بالعاصمة الجزائرية ويقع في بلدية المحمدية بـولاية الجزائر.
وقد تم اعتماد الهندسة المعمارية الأمازيغية المغاربية من أجل إنجاز هذا المعلم الإسلامي الكبير بنفس طراز مسجد سيدي رمضان والجامع الكبير المتواجدين في بلدية القصبة.
وهو واحد من أكبر المساجد في العالم، يضم أطول مئذنة بناها المسلمون حتى الآن.
وهو ثالث أكبر مسجد في العالم بعد المسجد الحرام والمسجد النبوي، والأكبر في أفريقيا.
يشتمل جامع الجزائر على مكتبة فيها مليون كتاب وقاعة صلاة تتسع لنحو 120 ألف مصل ويصل ارتفاع مئذنته إلى حوالي 270 مترا.
إلى جانب ذلك، سيتلقى 300 طالبا دروسا في مدرسة قرآنية ملحقة في المسجد، إضافة إلى توفر متحف مكرس للتاريخ والفنون الإسلامية.
ومن المتوقع أن تنتهي الأشغال به في غضون عام 2017م من تنفيذ شركة صينية، وقد شارك مهندسون ألمان في تصميمه.
هذا المسجد تشرف عليه مديرية الشؤون الدينية والأوقاف لولاية الجزائر تحت وصاية وزارة الشؤون الدينية والأوقاف.

## الهيئات المجاورة

المحطة البرية للخروبة
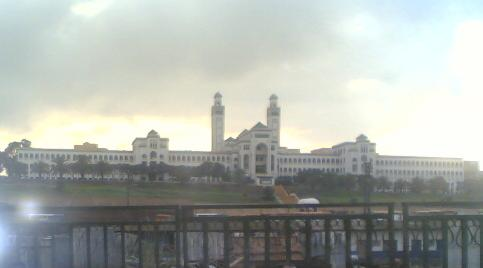
كلية العلوم الإسلامية في الجزائر
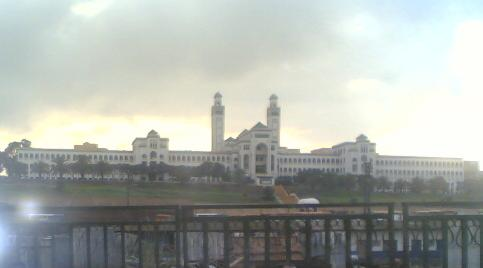
محطة قطار المقارية
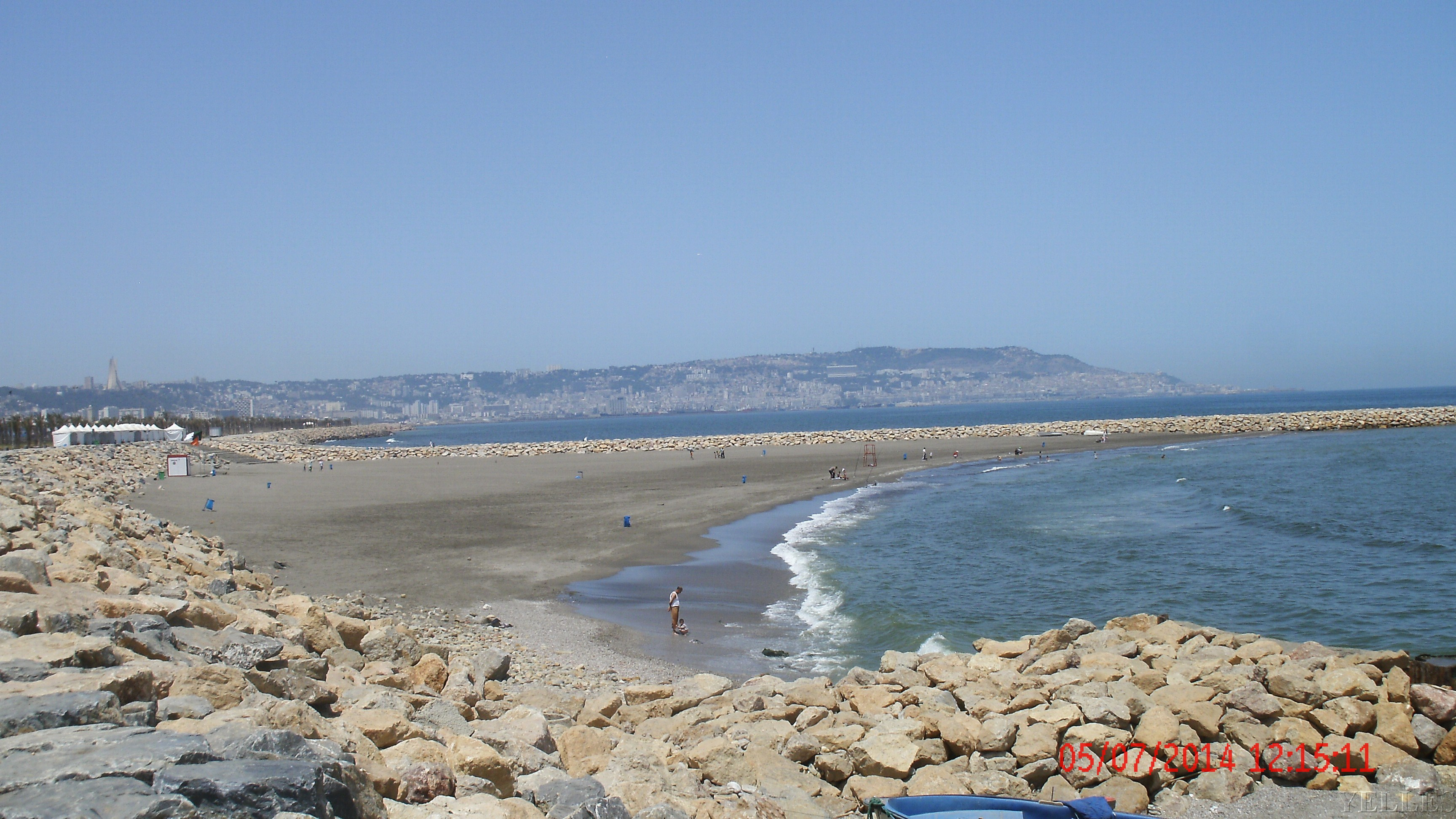
شاطئ الصابلات
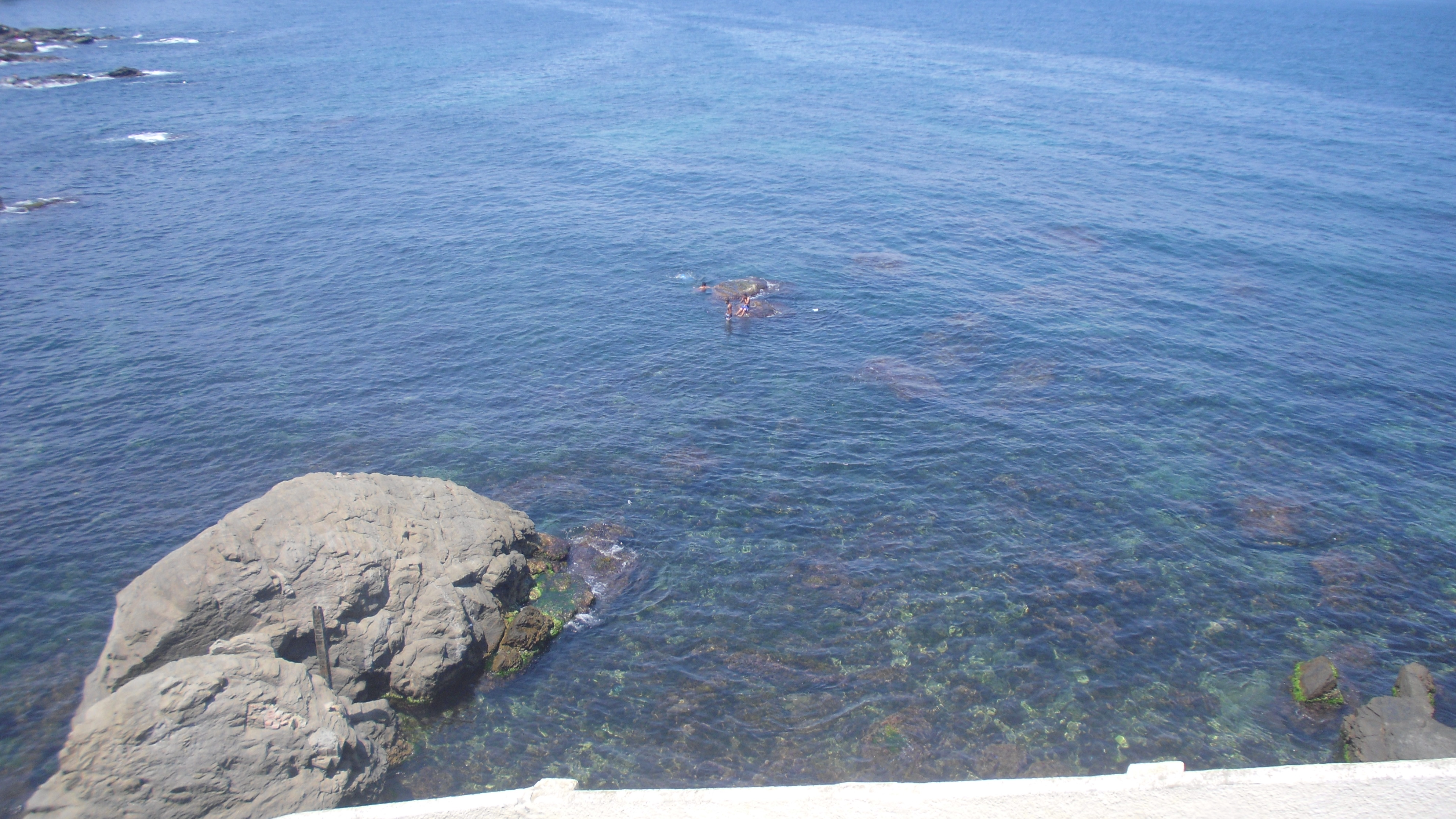
مياه شاطئ الصابلات
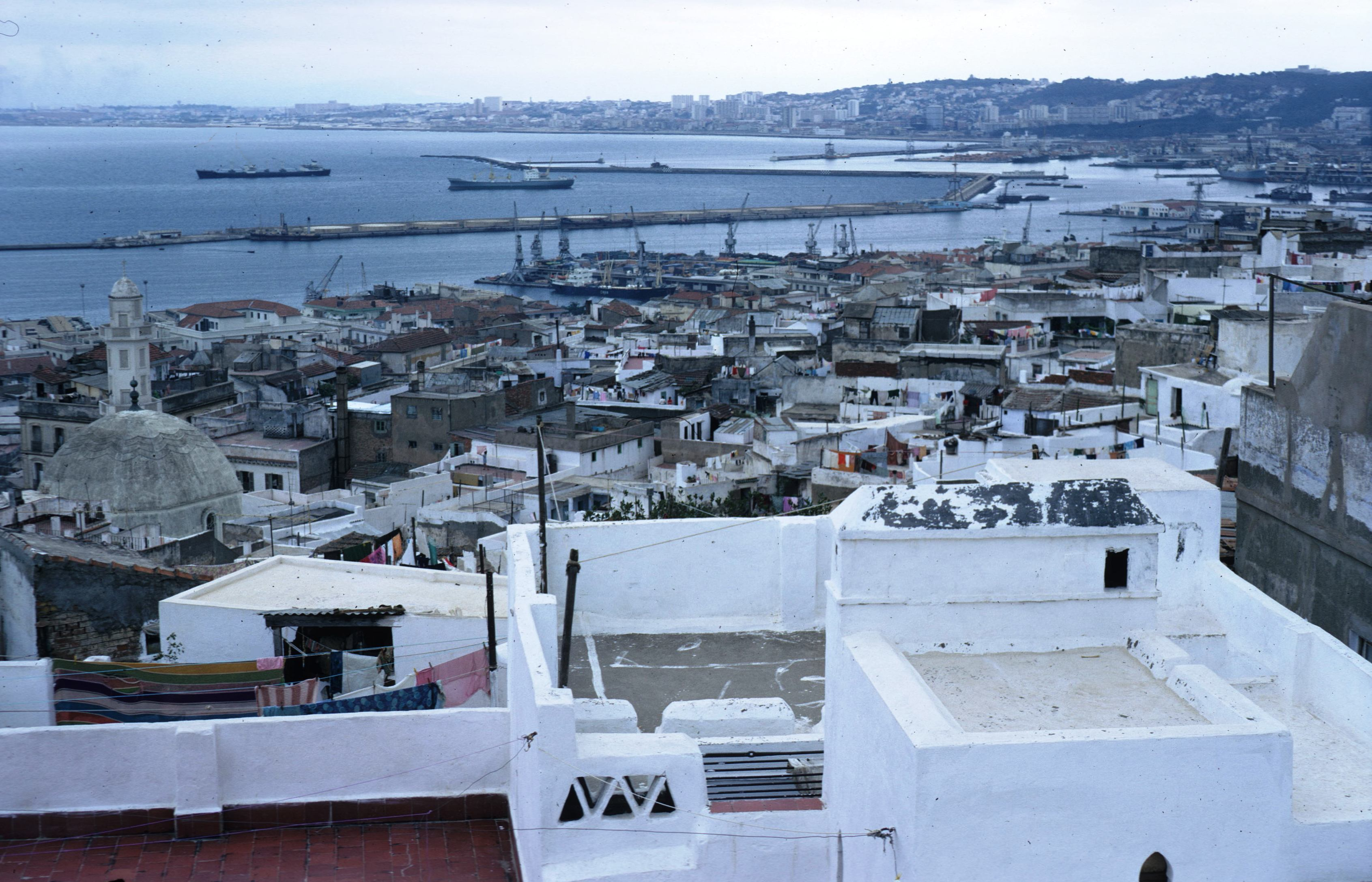
منظر شاطئ الصابلات من مسجد سفير في القصبة
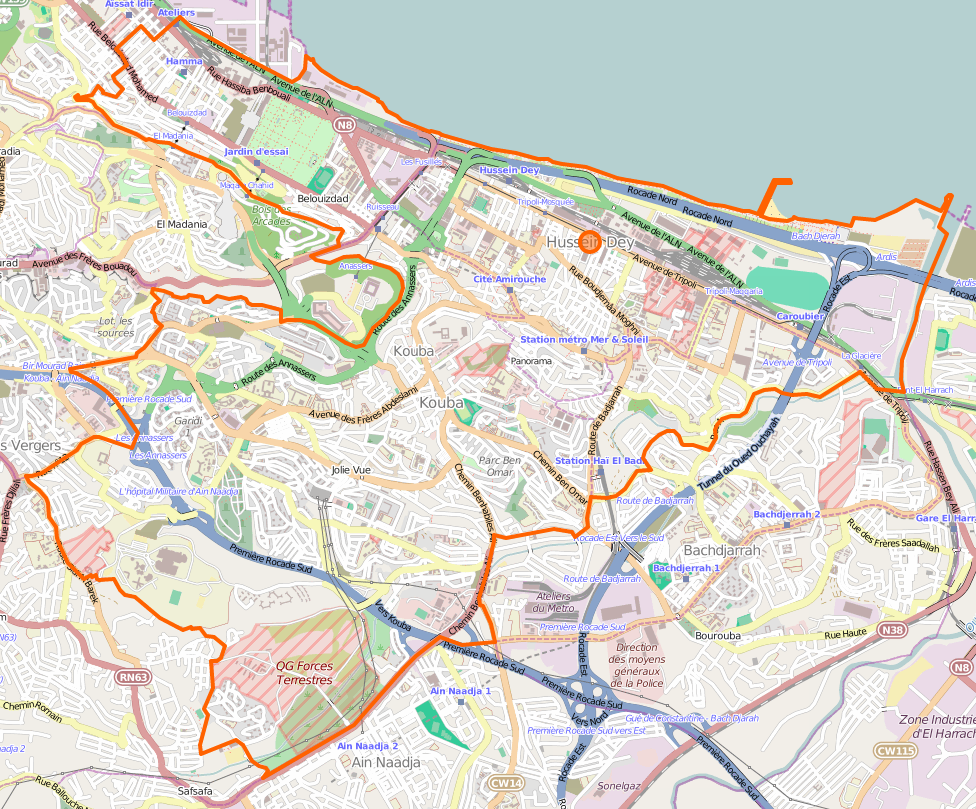
موقع شاطئ الصابلات في حسين داي
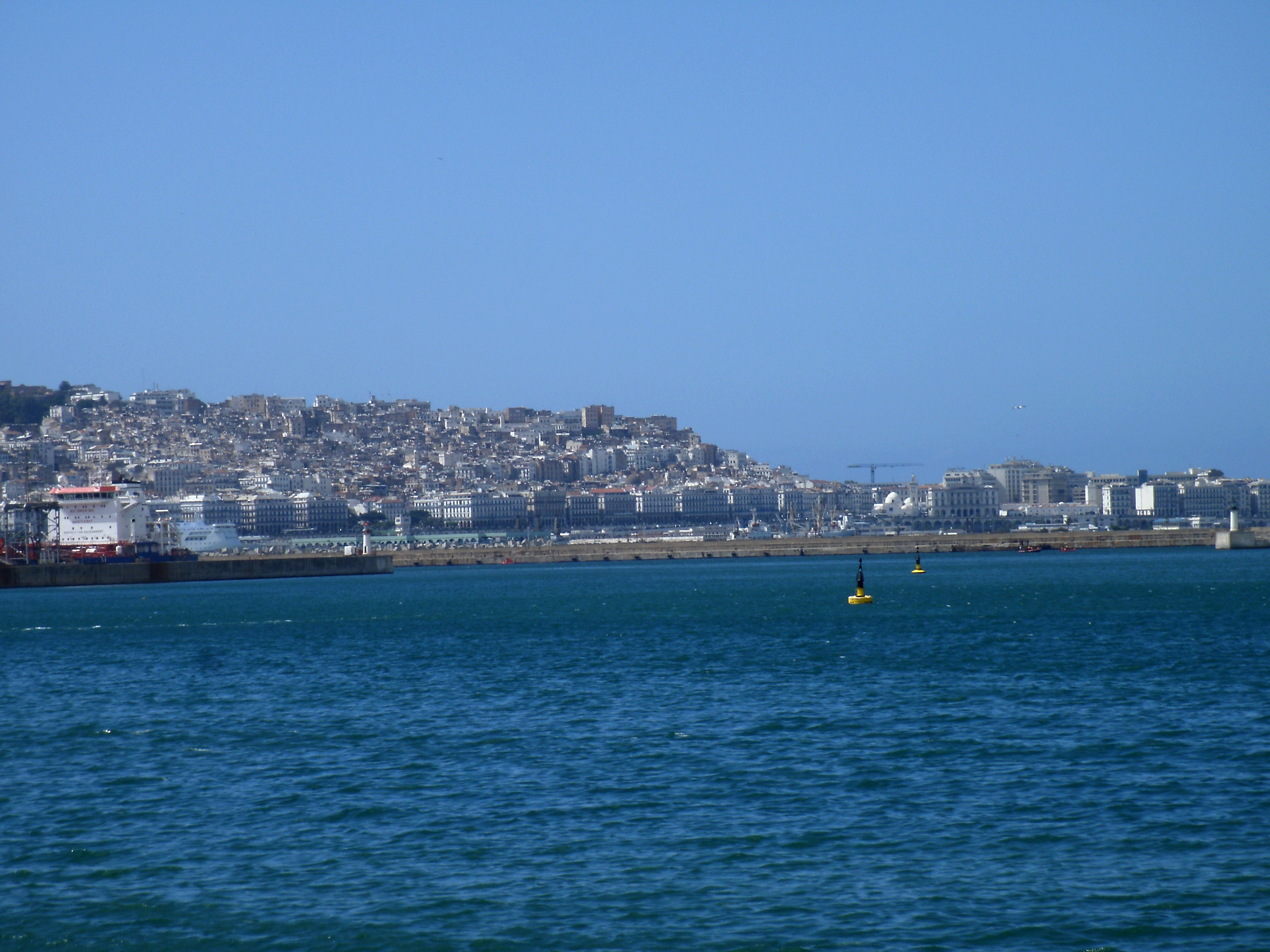
منظر القصبة من شاطئ الصابلات

### مواضيع ذات صلة
- الأحراش
- المجاري المائية في الجزائر
- قائمة أنهار الجزائر
- وزارة الموارد المائية الجزائرية
- نظام مائي للوديان
- نظام مطري للوديان
- الأطلس التلي
- متيجة
- شاطئ الصابلات
- خليج الجزائر
- ولاية الجزائر
- ولاية البليدة
- ولاية المدية
- كوسيدار
- دايو
- قائمة شواطئ الجزائر
- قائمة شواطئ العالم
- السياحة في الجزائر
- قائمة أهم المعالم السياحية في العالم

### وصلات خارجية
- وكالة حماية ساحل ولاية الجزائر
- وزارة الموارد المائية الجزائرية

### فيديوهات
- روبورتاج وكالة الأنباء الجزائرية حول وادي الحراش على يوتيوب.
- روبورتاج الجزائر مستقبلا حول وادي الحراش على يوتيوب.
- روبورتاج وكالة الأنباء الجزائرية حول أشغال تهيئة خليج الجزائر العاصمة على يوتيوب.
- روبورتاج التلفزيون الجزائري العمومي حول أشغال تهيئة وادي الحراش على يوتيوب.
- روبورتاج تلفزيون قناة الجزائر حول أشغال تهيئة وادي الحراش على يوتيوب.